# Saison 2020-2021 de l'Avalanche du Colorado
Autres saisons
Saison précédente Saison suivante
La saison 2020-2021 de l'Avalanche du Colorado est la 42e saison de hockey sur glace jouée par la franchise dans la Ligue nationale de hockey. Cette saison est particulière, à cause de la pandémie de la Covid-19, débute en janvier et se dispute sur un calendrier condensé de 56 matchs.

## Avant-saison

### Contexte
Depuis la saison 2017-2018, l'Avalanche est un sérieux prétendant à la coupe Stanley, parvenant à se qualifier à chaque fois pour les Séries éliminatoires. Comptant sur un des meilleurs trios offensifs de la Ligue (Nathan MacKinnon, Gabriel Landeskog et Mikko Rantanen), une défense jeune et talentueuse (Bowen Byram, Samuel Girard, Ryan Graves et Cale Makar), les attentes sont de nouveau élevées pour cette saison.

### Mouvements d’effectifs

#### Transactions
| Date            | Acquisition de l’Avalanche                                        | Partenaire d'échange  | Acquisition du partenaire                                       |
| --------------- | ----------------------------------------------------------------- | --------------------- | --------------------------------------------------------------- |
| 10 octobre 2020 | Brandon Saad et Dennis Gilbert                                    | Blackhawks de Chicago | Nikita Zadorov et Anton Lindholm                                |
| 11 octobre 2020 | Kyle Burroughs                                                    | Islanders de New York | Anthony-John Greer                                              |
| 11 octobre 2020 | Devon Toews                                                       | Islanders de New York | un choix de deuxième tour au repêchage de 2021                  |
| 19 janvier 2021 | Greg Pateryn                                                      | Wild du Minnesota     | Ian Cole                                                        |
| 20 mars 2021    | Jonas Johansson                                                   | Sabres de Buffalo     | un choix de sixième tour au repêchage de 2021                   |
| 9 avril 2021    | Patrik Nemeth                                                     | Red Wings de Détroit  | un choix de quatrième tour au repêchage de 2022                 |
| 10 avril 2021   | Devan Dubnyk                                                      | Sharks de San José    | Greg Pateryn et un choix de cinquième tour au repêchage de 2021 |
| 12 avril 2021   | Carl Söderberg                                                    | Blackhawks de Chicago | Josh Dickinson et Ryder Rolston                                 |
| 12 avril 2021   | Mikhaïl Maltsev et un choix de deuxième tour au repêchage de 2021 | Islanders de New York | Ryan Graves                                                     |

#### Signatures d'agent libre
| Joueur            | Date            | Ancienne franchise           | Durée du contrat |
| ----------------- | --------------- | ---------------------------- | ---------------- |
| Miikka Salomäki   | 9 octobre 2020  | Maple Leafs de Toronto       | 1 an             |
| Kiefer Sherwood   | 9 octobre 2020  | Ducks d'Anaheim              | 1 an             |
| Michael Vecchione | 9 octobre 2020  | Blues de Saint-Louis         | 1 an             |
| Peyton Jones      | 22 janvier 2021 | Eagles du Colorado           | 1 an             |
| Liam O'Brien      | 30 mars 2021    | Eagles du Colorado           | 1 an             |
| Keaton Middleton  | 31 mars 2021    | Eagles du Colorado           | 2 ans            |
| Alex Newhook      | 31 mars 2021    | Eagles de Boston College     | 3 ans            |
| Sampo Ranta       | 4 avril 2021    | Golden Gophers du Minnesota  | 3 ans            |
| Nate Clurman      | 5 avril 2021    | Fighting Irish de Notre-Dame | 2 ans            |
| Justin Barron     | 27 avril 2021   | Mooseheads d'Halifax         | 3 ans            |
| Jean-Luc Foudy    | 25 mai 2021     | Eagles du Colorado           | 3 ans            |
| Alex Beaucage     | 27 mai 2021     | Tigres de Victoriaville      | 3 ans            |
| Trent Miner       | 27 mai 2021     | Giants de Vancouver          | 3 ans            |
| Andreas Wingerli  | 3 juin 2021     | Skellefteå AIK               | 1 an             |

#### Départs d'agent libre
| Joueur                | Date            | Franchise suivante        |
| --------------------- | --------------- | ------------------------- |
| Mark Alt              | 10 octobre 2020 | Kings de Los Angeles      |
| Vladislav Namestnikov | 11 octobre 2020 | Red Wings de Détroit      |
| Matthew Nieto         | 13 octobre 2020 | Sharks de San José        |
| Antoine Bibeau        | 22 octobre 2020 | Hurricanes de la Caroline |
| Michael Hutchinson    | 30 octobre 2020 | Maple Leafs de Toronto    |
| Kevin Connauton       | 13 janvier 2021 | Panthers de la Floride    |
| Carl Söderberg        | 17 juin 2021    | Malmö Redhawks            |

#### Prolongations de contrat
| Joueur               | Date            | Durée du contrat |
| -------------------- | --------------- | ---------------- |
| Sheldon Dries        | 9 octobre 2020  | 1 an             |
| André Burakovsky     | 10 octobre 2020 | 2 ans            |
| Jayson Megna         | 10 octobre 2020 | 1 an             |
| Valeri Nitchouchkine | 10 octobre 2020 | 2 ans            |
| Ryan Graves          | 12 octobre 2020 | 3 ans            |
| Tyson Jost           | 19 octobre 2020 | 1 an             |
| Hunter Miska         | 19 octobre 2020 | 2 ans            |
| Devon Toews          | 27 octobre 2020 | 4 ans            |
| Jayson Megna         | 16 juin 2021    | 2 ans            |
| Jonas Johansson      | 29 juin 2021    | 1 an             |
| Kiefer Sherwood      | 22 juillet 2021 | 1 an             |
| Cale Makar           | 24 juillet 2021 | 6 ans            |

#### Résiliations de contrat
| Joueur        | Date           |
| ------------- | -------------- |
| Josh Anderson | 8 janvier 2021 |

#### Retrait de la compétition
| Joueur          | Date            |
| --------------- | --------------- |
| Colin Wilson    | 5 janvier 2021  |
| Matthew Calvert | 22 juillet 2021 |

### Joueurs repêchés
L’Avalanche possède le 25e choix lors du repêchage de 2020 se déroulant virtuellement. Ils sélectionnent au premier tour Justin Barron, défenseur des Mooseheads d'Halifax de la  Ligue de hockey junior majeur du Québec. La liste des joueurs repêchés en 2020 par les est la suivante :
| Tour | Choix | Nom            | Poste        | Nationalité | Équipe précédente               |
| ---- | ----- | -------------- | ------------ | ----------- | ------------------------------- |
| 1    | 25    | Justin Barron  | Défenseur    | Canada      | Mooseheads d'Halifax (LHJMQ)    |
| 3    | 75    | Jean-Luc Foudy | Centre       | Canada      | Spitfires de Windsor (LHO)      |
| 4    | 118   | Colby Ambrosio | Centre       | Canada      | Storm de Tri-City (USHL)        |
| 5    | 139   | Ryder Rolston  | Ailier droit | États-Unis  | Black Hawks de Waterloo (USHL)  |
| 6    | 167   | Nils Aman      | Centre       | Suède       | Leksands IF U20 (J20 Superelit) |

L’Avalanche a également cédé cinq de leurs choix d'origine :
- le 56e, un choix de deuxième tour aux Capitals de Washington le 28 juin 2019 en compagnie de Scott Kosmachuk et d'un choix de troisième tour en 2020 (80e au total). Les Capitals cèdent André Burakovsky[45].
- le 87e, un choix de troisième tour aux Panthers de la Floride le 25 février 2019 en retour de Derick Brassard et d’un choix de sixième tour en 2020 (167e au total)[44].
- le 149e, un choix de cinquième tour acquis par les Penguins de Pittsburgh lors d'un échange le 7 octobre 2020 en compagnie d'un choix de septième tour en 2020 (211e au total), en retour d’un choix de cinquième tour en 2020 (139e au total)[43].
- le 180e, un choix de sixième tour acquis par les Maple Leafs de Torontolors d'un échange le 1er juillet 2019 en compagnie de Tyson Barrie et d'Alexander Kerfoot, en retour de Nazem Kadri, de Calle Rosén et d’un choix de troisième tour en 2020 (75e au total)[42].
- le 211e, un choix de septième tour acquis par les Penguins de Pittsburgh lors d'un échange le 7 octobre 2020 en compagnie d'un choix de cinquième tour en 2020 (149e au total), en retour d’un choix de cinquième tour en 2020 (139e au total)[43].

## Composition de l'équipe
L'équipe 2020-2021 de l’Avalanche est entraînée au départ par Jared Bednar, assisté de Ray Bennett, Nolan Pratt, Jussi Parkkila et Brett Heimlich ; le directeur général de la franchise est Joe Sakic.
Les joueurs utilisés depuis le début de la saison sont inscrits dans le tableau ci-dessous. Les buts des séances de tir de fusillade ne sont pas comptés dans ces statistiques. Certains des joueurs ont également joué des matchs avec l'équipe associée à l’Avalanche : les Eagles du Colorado, franchise de la Ligue américaine de hockey.
En raison de la pandémie, la ligue met en place un encadrement élargis appelé Taxi-squad. Il s'agit de joueurs se tenant à disposition avec l'équipe prêt à remplacer un joueur qui serait tester positif à la COVID-19. onze parmi eux n'ont disputé aucune rencontre avec l’Avalanche, il s'agit de Justus Annunen, de Travis Barron, de Nate Clurman, de Nick Henry, de Peyton Jones, de Ty Lewis, de Sampo Ranta, de Miikka Salomaki, de T.J. Tynan, de Mike Vecchione Et d’Adam Werner.
| No | Nationalité | Joueur           | PJ | V  | D | DP | Min   | BC | BL | Moy  | %Arr | A | Pun | Commentaire                                      |
| -- | ----------- | ---------------- | -- | -- | - | -- | ----- | -- | -- | ---- | ---- | - | --- | ------------------------------------------------ |
| 31 | Allemagne   | Philipp Grubauer | 40 | 30 | 9 | 1  | 2 367 | 77 | 7  | 1,95 | 92,2 | 2 | 0   |                                                  |
| 32 | États-Unis  | Hunter Miska     | 5  | 1  | 1 | 2  | 260   | 18 | 0  | 4,16 | 83,8 | 0 | 0   | A commencé la saison avec les Sabres de Buffalo  |
| 35 | Suède       | Jonas Johansson  | 8  | 5  | 1 | 1  | 437   | 15 | 1  | 2,06 | 91,3 | 0 | 0   |                                                  |
| 40 | Canada      | Devan Dubnyk     | 5  | 3  | 2 | 0  | 295   | 16 | 0  | 3,26 | 88,6 | 0 | 0   | A commencé la saison avec les Sharks de San José |

| No | Nationalité | Joueur           | PJ | B | A  | Pts | Pun | Commentaire                                                                                   |
| -- | ----------- | ---------------- | -- | - | -- | --- | --- | --------------------------------------------------------------------------------------------- |
| 2  | Canada      | Daniel Renouf    | 18 | 0 | 3  | 3   | 16  |                                                                                               |
| 4  | Canada      | Bowen Byram      | 19 | 0 | 2  | 2   | 23  |                                                                                               |
| 5  | États-Unis  | Greg Pateryn     | 8  | 0 | 0  | 0   | 4   | A commencé la saison avec le Wild du Minnesota · A fini la saison avec les Sharks de San José |
| 6  | États-Unis  | Erik Johnson     | 4  | 0 | 1  | 1   | 2   | assistant capitaine                                                                           |
| 7  | Canada      | Devon Toews      | 53 | 9 | 22 | 31  | 16  |                                                                                               |
| 8  | Canada      | Cale Makar       | 44 | 8 | 36 | 44  | 12  |                                                                                               |
| 9  | États-Unis  | Dennis Gilbert   | 3  | 0 | 0  | 0   | 5   |                                                                                               |
| 22 | Canada      | Conor Timmins    | 31 | 0 | 7  | 7   | 8   |                                                                                               |
| 24 | Suède       | Patrik Nemeth    | 13 | 1 | 1  | 2   | 6   | A commencé la saison avec les Red Wings de Détroit                                            |
| 26 | États-Unis  | Jacob MacDonald  | 33 | 1 | 8  | 9   | 8   |                                                                                               |
| 27 | Canada      | Ryan Graves      | 54 | 2 | 13 | 15  | 55  |                                                                                               |
| 28 | États-Unis  | Ian Cole         | 2  | 0 | 0  | 0   | 0   | A fini la saison avec le Wild du Minnesota                                                    |
| 49 | Canada      | Samuel Girard    | 48 | 5 | 27 | 32  | 16  |                                                                                               |
| 67 | Canada      | Keaton Middleton | 3  | 0 | 0  | 0   | 4   |                                                                                               |
| 88 | Canada      | Kyle Burroughs   | 5  | 0 | 1  | 1   | 5   |                                                                                               |

| No | Nationalité        | Joueur                   | Poste | PJ | B  | A  | Pts | Pun | Commentaire                                         |
| -- | ------------------ | ------------------------ | ----- | -- | -- | -- | --- | --- | --------------------------------------------------- |
| 11 | Canada             | Matthew Calvert          | AG    | 18 | 0  | 3  | 3   | 6   |                                                     |
| 12 | États-Unis         | Jayson Megna             | C     | 7  | 0  | 2  | 2   | 0   |                                                     |
| 13 | Russie             | Valeri Nitchouchkine     | AD    | 55 | 10 | 11 | 21  | 4   |                                                     |
| 15 | États-Unis         | Sheldon Dries            | C     | 3  | 0  | 0  | 0   | 4   |                                                     |
| 17 | Canada             | Tyson Jost               | C     | 54 | 7  | 10 | 17  | 24  |                                                     |
| 18 | Canada             | Alex Newhook             | C     | 6  | 0  | 3  | 3   | 2   |                                                     |
| 20 | États-Unis         | Brandon Saad             | AG    | 44 | 15 | 9  | 24  | 12  |                                                     |
| 25 | Canada             | Logan O'Connor           | AD    | 22 | 3  | 2  | 5   | 6   |                                                     |
| 29 | Canada             | Nathan MacKinnon         | C     | 48 | 20 | 45 | 65  | 37  | assistant capitaine                                 |
| 34 | Suède              | Carl Söderberg           | C     | 11 | 0  | 2  | 2   | 4   | A commencé la saison avec les Blackhawks de Chicago |
| 37 | États-Unis         | Joseph Taylor Compher    | C     | 48 | 10 | 8  | 18  | 19  |                                                     |
| 38 | Canada             | Liam O'Brien             | C     | 12 | 0  | 3  | 3   | 40  |                                                     |
| 41 | France             | Pierre-Édouard Bellemare | C     | 53 | 9  | 2  | 11  | 21  |                                                     |
| 44 | États-Unis         | Kiefer Sherwood          | AG    | 16 | 0  | 3  | 3   | 0   |                                                     |
| 61 | République tchèque | Martin Kaut              | AD    | 5  | 0  | 0  | 0   | 4   |                                                     |
| 72 | Finlande           | Joonas Donskoi           | AD    | 51 | 17 | 14 | 31  | 10  |                                                     |
| 91 | Canada             | Nazem Kadri              | C     | 56 | 11 | 21 | 32  | 34  |                                                     |
| 92 | Suède              | Gabriel Landeskog        | AG    | 54 | 20 | 32 | 52  | 34  | capitaine de l'équipe                               |
| 95 | Suède              | André Burakovsky         | AG    | 53 | 19 | 25 | 44  | 10  |                                                     |
| 96 | Finlande           | Mikko Rantanen           | AD    | 52 | 30 | 36 | 66  | 34  | assistant capitaine                                 |

## Saison régulière

### Match après match
Cette section présente les résultats de la saison régulière qui s'est déroulée du 13 janvier au 12 mai. Le calendrier de cette dernière est annoncé par la ligue le 23 décembre 2020.
Nota : les résultats sont indiqués dans la boîte déroulante ci-dessous afin de ne pas surcharger l'affichage de la page. La colonne « Fiche » indique à chaque match le parcours de l'équipe au niveau des victoires, défaites et défaites en prolongation ou lors de la séance de tir de fusillade (dans l'ordre). La colonne « Pts » indique les points récoltés par l'équipe au cours de la saison. Une victoire rapporte deux points et une défaite en prolongation, un seul.
| No | Date       | Adversaire     | Lieu        | Score    | Buteur(s) des Hurricanes | Fiche   | Pts | Gardien de but | Patinoire          | Résumé     |
| -- | ---------- | -------------- | ----------- | -------- | --- | ------- | --- | -------------- | ------------------ | ---------- |
| 1  | 13 janvier | Blues          | Denver      | 4-1      | Burakovsky (Compher - Girard) | 0-1-0   | 0   | Grubauer       | Ball Arena         | [ fdm 1 ]  |
| 2  | 15 janvier | Blues          | Denver      | 0-8      | Landeskog (MacKinnon - Graves) Burakovsky (Grubauer) Landeskog (Rantanen) Rantanen (Makar - Kadri) Kadri (MacKinnon - Makar) MacKinnon (Makar) Donskoi (Toews - Girard) Toews (Girard - Burakovsky)                                                       | 1-1-0   | 2   | Grubauer       | Ball Arena         | [ fdm 2 ]  |
| 3  | 19 janvier | Kings          | Los Angeles | 3-2      | Saad (Calvert - MacKinnon) Toews (Girard - Donskoi) Rantanen (MacKinnon - Landeskog) | 2-1-0   | 4   | Grubauer       | Staples Center     | [ fdm 3 ]  |
| 4  | 21 janvier | Kings          | Los Angeles | 2-4      | Rantanen (MacKinnon) MacKinnon (Makar - Rantanen) | 2-2-0   | 4   | Grubauer       | Staples Center     | [ fdm 4 ]  |
| 5  | 22 janvier | Ducks          | Anaheim     | 3-2 (P)  | Donskoi (Girard - Toews) Rantanen (Byram - Landeskog) Landeskog (Makar) | 3-2-0   | 6   | Miska          | Honda Center       | [ fdm 5 ]  |
| 6  | 24 janvier | Ducks          | Anaheim     | 1-3      | Rantanen (MacKinnon) | 3-3-0   | 6   | Grubauer       | Honda Center       | [ fdm 6 ]  |
| 7  | 26 janvier | Sharks         | Denver      | 3-7      | Donskoi (Johnson - Nichushkin) Saad (Makar - Burakovsky) Rantanen (MacKinnon - Makar) Nichushkin Girard (Jost - Sherwood) Toews (Landeskog - Makar) Saad (Burakovsky - Kadri)                                                                             | 4-3-0   | 8   | Grubauer       | Ball Arena         | [ fdm 7 ]  |
| 8  | 28 janvier | Sharks         | Denver      | 0-3      | Kadri (Donskoi - Saad) Burakovsky (Kadri - Saad) Kadri (Makar - MacKinnon) | 5-3-0   | 10  | Grubauer       | Ball Arena         | [ fdm 8 ]  |
| 9  | 30 janvier | Wild           | Saint Paul  | 5-1      | O'Connor (Girard - Makar) Donskoi (Saad - Burakovsky) Rantanen (MacKinnon - Landeskog) Saad (MacKinnon - Rantanen) Compher (Burakovsky - Girard) | 6-3-0   | 12  | Grubauer       | Xcel Energy Center | [ fdm 9 ]  |
| 10 | 31 janvier | Wild           | Saint Paul  | 3-4 (P)  | Donskoi (MacKinnon - Landeskog) Makar (MacKinnon - Girard) Saad (Kadri) | 6-3-1   | 13  | Miska          | Xcel Energy Center | [ fdm 10 ] |
| 11 | 2 février  | Wild           | Denver      | 1-2      | O'Connor (Sherwood - Makar) Nichushkin (Donskoi) | 7-3-1   | 15  | Grubauer       | Ball Arena         | [ fdm 11 ] |
| 12 | 14 février | Golden Knights | Las Vegas   | 0-1      | | 7-4-1   | 15  | Grubauer       | T-Mobile Arena     | [ fdm 12 ] |
| 13 | 16 février | Golden Knights | Las Vegas   | 3-2      | MacKinnon (Rantanen - Saad) Saad (Donskoi - Graves) Kadri (Donskoi - Byram) | 8-4-1   | 17  | Grubauer       | T-Mobile Arena     | [ fdm 13 ] |
| 14 | 20 février | Golden Knights | Denver      | 2-3      | Girard (MacKinnon - Rantanen) MacKinnon (Toews) Toews (Mackinnon - Rantanen) | 9-4-1   | 19  | Grubauer       | Ball Arena         | [ fdm 14 ] |
| 15 | 22 février | Golden Knights | Denver      | 3-0      | | 9-5-1   | 19  | Grubauer       | Ball Arena         | [ fdm 15 ] |
| 16 | 24 février | Wild           | Denver      | 6-2      | Compher (Girard - Toews) Kadri (Rantanen - Makar) | 9-6-1   | 19  | Grubauer       | Ball Arena         | [ fdm 16 ] |
| 17 | 26 février | Coyotes        | Glendale    | 3-2      | Rantanen (Kadri - MacKinnon) Burakovsky (Kadri - Rantanen) Kadri (Makar) | 10-6-1  | 21  | Miska          | Gila River Arena   | [ fdm 17 ] |
| 18 | 27 février | Coyotes        | Glendale    | 6-2      | MacKinnon (Burakovsky - Graves) MacDonald (Donskoi - Burakovsky) Landeskog (Rantanen - Girard) Donskoi (Nichushkin - Girard) Jost (Rantanen) Bellemare (Compher)                                                                                          | 11-6-1  | 23  | Grubauer       | Gila River Arena   | [ fdm 18 ] |
| 19 | 1er mars   | Sharks         | San José    | 2-6      | Girard (Burakovsky - Toews) Landeskog (Kadri - MacKinnon) | 11-7-1  | 23  | Grubauer       | SAP Center         | [ fdm 19 ] |
| 20 | 3 mars     | Sharks         | San José    | 4-0      | Rantanen (MacKinnon - Landeskog) Girard (Rantanen - Landeskog) Landeskog (Kadri - Rantanen) Rantanen (Kadri - Landeskog) | 12-7-1  | 25  | Grubauer       | SAP Center         | [ fdm 20 ] |
| 21 | 5 mars     | Ducks          | Denver      | 2-3 (P)  | Nichushkin (Donskoi - Saad) Saad (Jost - Renouf) Nichushkin (Toews - Saad) | 13-7-1  | 27  | Grubauer       | Ball Arena         | [ fdm 21 ] |
| 22 | 6 mars     | Ducks          | Denver      | 5-4 (P)  | O'Connor (Nichushkin - Toews) Rantanen (Girard - Kadri) Rantanen (Girard - Landeskog) Saad (Burakovsky - Kadri) | 13-7-2  | 28  | Miska          | Ball Arena         | [ fdm 22 ] |
| 23 | 8 mars     | Coyotes        | Denver      | 3-2      | Nichushkin (Kadri - Graves) Burakovsky (Girard - Rantanen) | 13-8-2  | 28  | Grubauer       | Ball Arena         | [ fdm 23 ] |
| 24 | 10 mars    | Coyotes        | Denver      | 1-2 (P)  | Saad (Burakovsky - Toews) Landeskog (Girard) | 14-8-2  | 30  | Grubauer       | Ball Arena         | [ fdm 24 ] |
| 25 | 12 mars    | Kings          | Denver      | 0-2      | Rantanen (Graves - Toews) MacKinnon (Rantanen) | 15-8-2  | 32  | Grubauer       | Ball Arena         | [ fdm 25 ] |
| 26 | 14 mars    | Kings          | Denver      | 1-4      | Kadri (Burakovsky - Renouf) Burakovsky (Kadri - Saad) Donskoi (Renouf - Nichushkin) MacKinnon (Rantanen - Landeskog) | 16-8-2  | 34  | Grubauer       | Ball Arena         | [ fdm 26 ] |
| 27 | 16 mars    | Ducks          | Denver      | 4-8      | Burakovsky (Kadri - Girard) Kadri (Saad - Toews) Rantanen (Landeskog - Toews) Kadri (Burakovsky - Donskoi) MacKinnon (Toews - Rantanen) Girard Bellemare (Kadri - Calvert) Saad (Donskoi - Nichushkin)                                                    | 17-8-2  | 36  | Grubauer       | Ball Arena         | [ fdm 27 ] |
| 28 | 18 mars    | Wild           | Denver      | 1-5      | MacKinnon (Rantanen - Landeskog) Rantanen (Girard - MacKinnon) Landeskog (Rantanen - MacKinnon) Donskoi (MacDonald) Rantanen (Landeskog - Graves) | 18-8-2  | 38  | Grubauer       | Ball Arena         | [ fdm 28 ] |
| 29 | 20 mars    | Wild           | Denver      | 0-6      | Makar (Landeskog - MacKinnon) Landeskog (MacKinnon - Makar) Rantanen (Landeskog - Grubauer) Jost (Donskoi - Graves) Toews (MacKinnon - Saad) Nichushkin (Graves - Donskoi)                                                                                | 19-8-2  | 40  | Grubauer       | Ball Arena         | [ fdm 29 ] |
| 30 | 22 mars    | Coyotes        | Glendale    | 5-1      | Bellemare (Calvert - Compher) Rantanen (MacKinnon - Landeskog) Kadri (Burakovsky - MacDonald) Donskoi (Jost - Nichushkin) | 20-8-2  | 42  | Grubauer       | Gila River Arena   | [ fdm 30 ] |
| 31 | 23 mars    | Coyotes        | Glendale    | 4-5 (TF) | Landeskog (MacKinnon - Makar) · Rantanen (MacKinnon - Landeskog) · MacKinnon (Girard - Rantanen) · Nichushkin (Graves - Girard) · TF : Donskoi - MacKinnon                                                                                                | 20-8-3  | 43  | Johansson      | Gila River Arena   | [ fdm 31 ] |
| 32 | 25 mars    | Golden Knights | Denver      | 1-5      | Donskoi (Girard - Toews) Compher Makar (O'Connor - Landeskog) Landeskog (Rantanen - Makar) Bellemare (Compher) | 21-8-3  | 45  | Grubauer       | Ball Arena         | [ fdm 32 ] |
| 33 | 27 mars    | Golden Knights | Denver      | 3-2 (P)  | Donskoi (Girard) Toews (MacKinnon) | 21-8-4  | 46  | Grubauer       | Ball Arena         | [ fdm 33 ] |
| 34 | 29 mars    | Ducks          | Denver      | 2-5      | Rantanen (MacKinnon) Jost (Graves - Nichushkin) Landeskog (Makar - MacKinnon) Compher (O'Connor - Makar) Nichushkin (Makar - Donskoi) | 22-8-4  | 48  | Grubauer       | Ball Arena         | [ fdm 34 ] |
| 35 | 31 mars    | Coyotes        | Denver      | 3-9      | Donskoi (Jost - Girard) Burakovsky (Kadri - Girard) Bellemare (Compher - MacDonald) Donskoi (Graves - Nichushkin) Donskoi (Rantanen - Landeskog) Landeskog Rantanen (MacKinnon - Toews) Landeskog (Rantanen - MacKinnon) Burakovsky (Donskoi - Bellemare) | 23-8-4  | 50  | Grubauer       | Ball Arena         | [ fdm 35 ] |
| 36 | 2 avril    | Blues          | Denver      | 2-3      | Saad (Kadri - Burakovsky) MacKinnon (Landeskog - Makar) MacKinnon (Landeskog - MacDonald) | 24-8-4  | 52  | Johansson      | Ball Arena         | [ fdm 36 ] |
| 37 | 3 avril    | Blues          | Denver      | 1-2      | MacKinnon (Landeskog - Toews) Makar | 25-8-4  | 54  | Grubauer       | Ball Arena         | [ fdm 37 ] |
| 38 | 5 avril    | Wild           | Saint Paul  | 5-4      | MacKinnon (Girard - Toews) Burakovsky (Girard - Kadri) Saad (Burakovsky - MacDonald) Compher (Makar - O'Brien) Landeskog (Rantanen - MacKinnon) | 26-8-4  | 56  | Grubauer       | Xcel Energy Center | [ fdm 38 ] |
| 39 | 7 avril    | Wild           | Saint Paul  | 3-8      | MacKinnon (Makar - Rantanen) Burakovsky (MacDonald - Burroughs) Rantanen (MacKinnon - Makar) | 26-9-4  | 56  | Grubauer       | Xcel Energy Center | [ fdm 39 ] |
| 40 | 9 avril    | Ducks          | Anaheim     | 2-0      | Nichushkin (Graves - Jost) Rantanen (MacKinnon) | 27-9-4  | 58  | Johansson      | Honda Center       | [ fdm 40 ] |
| 41 | 11 avril   | Ducks          | Anaheim     | 4-1      | Burakovsky (Nichushkin) Landeskog (MacKinnon - Rantanen) Graves (Jost - Landeskog) MacKinnon (Makar - Landeskog) | 28-9-4  | 60  | Johansson      | Honda Center       | [ fdm 41 ] |
| 42 | 12 avril   | Coyotes        | Denver      | 2-4      | Saad (Girard - Jost) MacKinnon (Makar - Landeskog) Rantanen (MacKinnon - Makar) Rantanen (Toews) | 29-9-4  | 62  | Grubauer       | Ball Arena         | [ fdm 42 ] |
| 43 | 14 avril   | Blues          | Saint-Louis | 4-3      | Bellemare (O'Brien - Compher) Compher (O'Brien - Timmins) Rantanen (Makar - MacKinnon) Saad (Jost - Rantanen) | 30-9-4  | 64  | Dubnyk         | Enterprise Center  | [ fdm 43 ] |
| 44 | 22 avril   | Blues          | Saint-Louis | 4-2      | Saad (Jost) Burakovsky (Makar - MacKinnon) Burakovsky (Landeskog - MacKinnon) Bellemare (Landeskog - MacKinnon) | 31-9-4  | 66  | Dubnyk         | Enterprise Center  | [ fdm 44 ] |
| 45 | 24 avril   | Blues          | Saint-Louis | 3-5      | Makar (Burakovsky - MacKinnon) Landeskog (Makar - MacKinnon) MacKinnon (Makar - Burakovsky) | 31-10-4 | 66  | Dubnyk         | Enterprise Center  | [ fdm 45 ] |
| 46 | 26 avril   | Blues          | Saint-Louis | 1-4      | MacKinnon (Landeskog - Burakovsky) | 31-11-4 | 66  | Johansson      | Enterprise Center  | [ fdm 46 ] |
| 47 | 28 avril   | Golden Knights | Las Vegas   | 2-5      | Toews (Soderberg) Graves (MacKinnon) | 31-12-4 | 66  | Dubnyk         | T-Mobile Arena     | [ fdm 47 ] |
| 48 | 30 avril   | Sharks         | Denver      | 0-3      | Landeskog (Makar - Rantanen) Makar (Rantanen - Donskoi) Rantanen (Landeskog - Sodererg) | 32-12-4 | 68  | Grubauer       | Ball Arena         | [ fdm 48 ] |
| 49 | 1er mai    | Sharks         | Denver      | 3-4      | MacKinnon (Timmins - Rantanen) Burakovsky (Compher) Nemeth (Makar - MacKinnon) | 33-12-4 | 70  | Dubnyk         | Ball Arena         | [ fdm 49 ] |
| 50 | 3 mai      | Sharks         | San José    | 5-4 (P)  | Rantanen (MacKinnon - Landeskog) Nichushkin (Burakovsky - Graves) Landeskog (MacKinnon) Kadri Burakovsky (Makar - Rantanen) | 34-12-4 | 72  | Grubauer       | SAP Center         | [ fdm 50 ] |
| 51 | 5 mai      | Sharks         | San José    | 2-3      | Jost (Nemeth - MacDonald) Burakovsky (Kadri - Timmins) | 34-13-4 | 72  | Grubauer       | SAP Center         | [ fdm 51 ] |
| 52 | 7 mai      | Kings          | Los Angeles | 3-2      | Rantanen (Makar - Burakovsky) Jost (MacDonald - Toews) Makar (Burakowsky - Newhook) | 35-13-4 | 74  | Grubauer       | Staples Center     | [ fdm 52 ] |
| 53 | 8 mai      | Kings          | Los Angeles | 3-2      | Toews (Burakovsky - Compher) Makar (Rantanen - Burakovsky) Toews (Makar - Bellemare) | 36-13-4 | 76  | Johansson      | Staples Center     | [ fdm 53 ] |
| 54 | 10 mai     | Golden Knights | Las Vegas   | 2-1      | Burakovsky (Kadri - Newhook) Compher (Newhook - Timmins) | 37-13-4 | 78  | Grubauer       | T-Mobile Arena     | [ fdm 54 ] |
| 55 | 12 mai     | Kings          | Denver      | 0-6      | Donskoi (Burakovsky - Rantanen) Bellemare (Megna - Sherwood) Compher (Rantanen - Landeskog) Compher (Toews - Girard) Landeskog (Toews - Rantanen) Compher (Nichushkin)                                                                                    | 38-13-4 | 80  | Grubauer       | Ball Arena         | [ fdm 55 ] |
| 56 | 13 mai     | Kings          | Denver      | 1-5      | Jost (Rantanen - Landeskog) Jost (Timmins - Rantanen) Bellemare (Megna - Burakovsky) Donskoi (Kadri - Timmins) Burakovsky (Toews - Makar) | 39-13-4 | 82  | Johansson      | Ball Arena         | [ fdm 56 ] |

### Classement de l'équipe
L'équipe de l'Avalanche finit premier et est sacrée champion de la division Ouest Honda. Au niveau de la Ligue nationale de hockey, Ils occupent aussi la première place et remportent le Trophée des présidents.
| Clt   | Équipe                  | PJ | V  | D  | DP | BP  | BC  | Pts |
| ----- | ----------------------- | -- | -- | -- | -- | --- | --- | --- |
| +001, | Avalanche du Colorado   | 56 | 39 | 13 | 4  | 197 | 133 | 82  |
| +002, | Golden Knights de Vegas | 56 | 40 | 14 | 2  | 191 | 124 | 82  |
| +003, | Wild du Minnesota       | 56 | 35 | 16 | 5  | 181 | 160 | 75  |
| +004, | Blues de Saint-Louis    | 56 | 27 | 20 | 9  | 169 | 170 | 63  |
| +005, | Coyotes de l'Arizona    | 56 | 24 | 26 | 6  | 153 | 176 | 54  |
| +006, | Kings de Los Angeles    | 56 | 21 | 28 | 7  | 143 | 170 | 49  |
| +007, | Sharks de San José      | 56 | 21 | 28 | 7  | 151 | 199 | 49  |
| +008, | Ducks d'Anaheim         | 56 | 17 | 30 | 9  | 126 | 179 | 43  |

- En gras : champion de la saison régulière
- En italique : qualifié pour les séries éliminatoires

Avec cent-nonante-sept buts inscrits, l'Avalanche est la meilleure attaque de la saison et les moins performants étant les Ducks d'Anaheim avec cent-vingt-six buts. Au niveau défensif, l'Avalanche accorde cent-trente-trois buts, soit la troisième place pour la ligue, les Golden Knights de Vegas est l'équipe qui a concédé le moins de buts (cent-vingt-quatre) alors qu'au contraire, les Flyers de Philadelphie en accordent deux-cent-un buts.

### Meneurs de la saison
Mikko Rantanen est le joueur de l'Avalanche qui a inscrit le plus de buts (trente), le classant à la 5e position au niveau de la ligue. Ce classement est remporté par Auston Matthews des Maple Leafs de Toronto avec quarante et une réalisations. 
Le joueur comptabilisant le plus d'aides chez l'Avalanche est Nathan MacKinnon avec quarante-cinq, ce qui le classe au 5e rang au niveau de la ligue. le meilleur étant Connor McDavid des Oilers d'Edmonton avec septante et une passes comptabilisées.
Mikko Rantanen, obtenant un total de soixante-six points est le joueur de l'Avalanche le mieux placé au classement par point, terminant à la 6e place au niveau de la ligue. Connor McDavid en comptabilise cent-quatre pour remporter ce classement.
Au niveau des défenseurs, Cale MAkar est le défenseur le plus prolifique de la saison avec un total de quarante-quatre points, terminant à la 6e place au niveau de la ligue. Tyson Barrie des Oilers d'Edmonton est le défenseur comptabilisant le plus de points avec un total de quarante-huit.
Concernant les Gardien, Philipp Grubauer accorde septante-sept buts en deux-mille-trois-cent-soixante-sept minutes, pour un pourcentage d’arrêt de nonante-deux, deux. Jack Campbell est le gardien ayant accordé le moins de buts (quarante-trois) et Connor Hellebuyck le plus (cent-douze), Hellebuyck est également le gardien disputant le plus de minutes de jeu (deux-mille-six-cent-deux), Alexander Nedeljkovic est le gardien présentant le meilleur taux d’arrêts avec (nonante-trois, deux) et Carter Hart le pire (huitante-sept, sept.
À propos des recrues, Connor Timmins comptabilise sept points, finissant à la 51e place au niveau de la ligue. Kirill Kaprizov du Wild du Minnesota est la recrue la plus prolifique avec un total de cinquante et un point.
Enfin, au niveau des pénalités, l'Avalanche a totalisé quatre-cent-nonante-neuf minutes de pénalité dont cinquante-cinq minutes pour Ryan Graves, elle est la onzième équipe la plus pénalisée de la saison. Le joueur le plus pénalisé de la ligue est Tom Wilson des Capitals de Washington avec nonante-six minutes et l'équipe la plus pénalisée est le Lightning de Tampa Bay.

## Séries éliminatoires

### Déroulement des séries

#### Premier tour contre les Blues
L'Avalanche du Colorado, qui termine meilleure équipe de la saison régulière avec 82 points et remporte le Trophée des présidents, est confrontée aux Blues de Saint-Louis, quatrième équipe de la division Ouest. Il s'agit de la deuxième confrontation entre ces deux équipes en séries éliminatoires après celle de 2001 quand l'Avalanche avait remporté sa deuxième Coupe Stanley. Dans les rangs des Blues, David Perron est le meilleur passeur et pointeur de l'équipe alors que Ryan O'Reilly en est le meilleur buteur et les gardiens des Blues, Jordan Binnington et Ville Husso, terminent respectivement la saison avec une moyenne de 2,65 et 3,21 buts alloués et 91 % et 89,3 % d'arrêts.
Le premier match de la série est joué à Colorado et se sont les locaux qui ouvrent le score sur un but de Cale Makar en supériorité numérique après 15 minutes de jeu. Les Blues, qui jouent sans leur meilleur pointeur en saison régulière, David Perron, absent en raison du protocole Covid-19, reviennent au score à la 37e minutes grâce à Jordan Kyrou qui marque le premier but de sa carrière en séries éliminatoires. La deuxième période se termine sur une égalité 1-1 alors que l'Avalanche a dominé en dirigeant 32 tirs vers le portier adverse contre 16 pour les Blues. Au tout début du 3e tiers-temps, MacKinnon redonne l'avantage à Colorado puis Gabriel Landeskog marque un 3e but 8 minutes plus tard. À la 60e minute, alors que Binnington a quitté la glace pour donner à son équipe un attaquant supplémentaire, MacKinnon marque un dernier but dans le filet désert sur une passe de Landeskog qui réalise le coup du chapeau à la Gordie Howe après s'être battu en milieu de 1er tiers-temps contre Brayden Schenn. Lors du deuxième match, l'Avalanche marque dès la première minute par Joonas Donskoi puis ajoute deux nouveaux buts par MacKinnon et encore Donskoi pour mener 3-0 après 24 minutes de jeu avant que les Blues réduisent la marque par Samuel Blais. En troisième période, à dix minutes de la fin de la rencontre, Nazem Kadri écope d'une pénalité majeure après avoir mis en échec Justin Faulk au niveau de sa tête. Il est expulsé du match ce qui lui vaut ensuite une suspension de huit matchs par le département de la sécurité de la LNH. Les Blues profitent de cet avantage numérique pour reprendre espoir et revenir au score par Brayden Schenn. MacKinnon redonne deux buts d'avance à l'Avalanche à 5 minutes du terme mais Saint-Louis réplique 15 secondes plus tard pour revenir à un but d'écart. En fin de match, les Blues sortent leur gardien pour tenter de revenir au score mais Colorado en profite par Brandon Saad puis par MacKinnon, qui marque son premier coup du chapeau en séries éliminatoires, pour assurer la victoire et mener 2 matchs à 0.
Les deux rencontres suivantes sont jouées à Saint-Louis devant 9 000 spectateurs. Malgré l'apport du public, les Blues s'inclinent lourdement 5-1 lors du troisième match de la série. Après une première période sans but, Ryan Graves ouvre la marque pour l'Avalanche en sortant du banc de pénalités en début de deuxième tiers-temps. Alex Newhook double l'avance de son équipe en inscrivant le premier but de sa carrière dans la LNH puis Tyson Jost donne trois buts d'avance au Colorado avant que Tyler Bozak ne réduise la marque en infériorité numérique pour les Blues. La troisième période voit l'Avalanche marquer deux nouveaux buts par Saad puis par J.T. Compher et est à une victoire de la qualification pour le deuxième tour. La quatrième rencontre commence également avec une première période sans but et les Blues sont les premiers à marquer grâce à Vladimir Tarassenko après 24 minutes de jeu. Mais l'Avalanche reprend les devants, d'abord par Saad en avantage numérique, puis par Landeskog et Rantanen pour mener 3-1 après 40 minutes de jeu. Tarassenko marque son deuxième but du match pour redonner espoir à son équipe qui, bien qu'en infériorité numérique, tente de revenir au score et sort son gardien en fin de match. L'Avalanche en profite pour marquer à deux reprises et remporter la rencontre 5-2 pour être la première équipe qualifiée pour le tour suivant. Cette série voit l'Avalanche dominer les Blues 20 buts contre 7 et n'être menée qu'un peu plus de sept minutes sur l'ensemble de la série. Les Blues sont éliminés pour la première fois en quatre matchs secs depuis 2012 alors que l'Avalanche n'avait pas réussi à le faire depuis 2001.
| 17 mai | Colorado | 4-1 (1-0, 0-1, 3-0) | Saint-Louis | Ball Arena 7 741 spectateurs |

| Feuille de match | Feuille de match | Feuille de match    | Feuille de match                         | Feuille de match                                                         |
| ---------------- | --- | ------------------- | ---------------------------------------- | ------------------------------------------------------------------------ |
|                  | Makar (Rantanen) — 15 min 15 s (SN) MacKinnon (Rantanen, Landeskog) — 40 min 30 s Landeskog (MacKinnon, Girard) — 48 min 30 s MacKinnon (Landeskog) — 59 min 20 s (CV) | 1-0 1-1 2-1 3-1 4-1 | Kyrou (Barbachiov, Thomas) — 36 min 31 s | Arbitrage : Francis Charron, Jon McIsaac Bryan Pancich, Shandor Alphonso |
| Grubauer         | Gardiens | Binnington          |                                          | Arbitrage : Francis Charron, Jon McIsaac Bryan Pancich, Shandor Alphonso |
| 9 min            | Pénalités | 11 min              |                                          | Arbitrage : Francis Charron, Jon McIsaac Bryan Pancich, Shandor Alphonso |
| 50               | Tirs | 23                  |                                          | Arbitrage : Francis Charron, Jon McIsaac Bryan Pancich, Shandor Alphonso |

| 19 mai | Colorado | 6-3 (2-0, 1-1, 3-2) | Saint-Louis | Ball Arena 7 739 spectateurs |

| Feuille de match | Feuille de match | Feuille de match                    | Feuille de match | Feuille de match                                                         |
| ---------------- | --- | ----------------------------------- | --- | ------------------------------------------------------------------------ |
|                  | Donskoi (Graves, Kadri) — 35 s MacKinnon (Makar, Donskoi) — 18 min 5 s (SN) Donskoi (MacKinnon, Rantanen) — 23 min 14 s (SN) MacKinnon (Toews, Landeskog) — 55 min 25 s Saad (Jost, Toews) — 57 min 51 s (CV) MacKinnon (Rantanen, Landeskog) — 59 min 48 s (CV) | 1-0 2-0 3-0 3-1 3-2 4-2 4-3 5-3 6-3 | Blais (Clifford, Krug) — 36 min 17 s Schenn (Mikkola, Krug) — 50 min 7 s (SN) Hoffman (Mikkola, Thomas) — 55 min 40 s | Arbitrage : Jon McIsaac, Francis Charron Shandor Alphonso, Bryan Pancich |
| Grubauer         | Gardiens | Binnington                          | | Arbitrage : Jon McIsaac, Francis Charron Shandor Alphonso, Bryan Pancich |
| 10 min           | Pénalités | 4 min                               | | Arbitrage : Jon McIsaac, Francis Charron Shandor Alphonso, Bryan Pancich |
| 35               | Tirs | 35                                  | | Arbitrage : Jon McIsaac, Francis Charron Shandor Alphonso, Bryan Pancich |

| 21 mai | Saint-Louis | 1-5 (0-0, 1-3, 0-2) | Colorado | Enterprise Center 9 000 spectateurs |

| Feuille de match | Feuille de match                             | Feuille de match        | Feuille de match | Feuille de match                                            |
| ---------------- | -------------------------------------------- | ----------------------- | --- | ----------------------------------------------------------- |
|                  | Bozak (O'Reilly, Parayko) — 36 min 17 s (IN) | 0-1 0-2 0-3 1-3 1-4 1-5 | Graves — 21 min 57 s Newhook (Graves, Nitchouchkine) — 32 min 37 s Jost (Rantanen, Landeskog) — 36 min 8 s Saad (Burakovsky, Söderberg) — 53 min 42 s Compher (Graves, Bellemare) — 59 min 6 s (CV) | Arbitrage : Chris Lee, Jean Hebert Devin Berg, Vaughan Rody |
| Binnington       | Gardiens                                     | Grubauer                | | Arbitrage : Chris Lee, Jean Hebert Devin Berg, Vaughan Rody |
| 10 min           | Pénalités                                    | 8 min                   | | Arbitrage : Chris Lee, Jean Hebert Devin Berg, Vaughan Rody |
| 32               | Tirs                                         | 26                      | | Arbitrage : Chris Lee, Jean Hebert Devin Berg, Vaughan Rody |

| 23 mai | Saint-Louis | 2-5 (0-0, 1-2, 1-3) | Colorado | Enterprise Center 9 000 spectateurs |

| Feuille de match | Feuille de match                                                                     | Feuille de match            | Feuille de match | Feuille de match                                                      |
| ---------------- | ------------------------------------------------------------------------------------ | --------------------------- | --- | --------------------------------------------------------------------- |
|                  | Tarassenko (O'Reilly) — 24 min 25 s Tarassenko (Thomas, O'Reilly) — 48 min 39 s (SN) | 1-0 1-1 1-2 1-3 2-3 2-4 2-5 | Saad (Makar, Grubauer) — 31 min 37 s (SN) Landeskog (Girard, Rantanen) — 34 min 53 s Rantanen (MacKinnon, Landeskog) — 44 min 20 s MacKinnon — 59 min 4 s (SN + CV) Nitchouchkine — 59 min 54 s (SN + CV) | Arbitrage : Frederick L'Ecuyer, Wes McCauley Devin Berg, Vaughan Rody |
| Binnington       | Gardiens                                                                             | Grubauer                    | | Arbitrage : Frederick L'Ecuyer, Wes McCauley Devin Berg, Vaughan Rody |
| 8 min            | Pénalités                                                                            | 6 min                       | | Arbitrage : Frederick L'Ecuyer, Wes McCauley Devin Berg, Vaughan Rody |
| 20               | Tirs                                                                                 | 34                          | | Arbitrage : Frederick L'Ecuyer, Wes McCauley Devin Berg, Vaughan Rody |

- Cet article est partiellement ou en totalité issu de l'article intitulé « Séries éliminatoires de la Coupe Stanley 2021 » (voir la liste des auteurs).

#### Second tour contre les Golden Knights
Les deux meilleures équipes de la saison régulière, avec le même nombre de points, se rencontrent pour le titre de champion de la division Ouest. Lors du premier tour des séries, Las Vegas a eu besoin de sept matchs pour se défaire de Minnesota. Depuis le début des séries, MacKinnon, Landeskog et Rantanen sont les meilleurs pointeurs de l'Avalanche et Stone, Janmark et Stephenson ceux des Golden Knights. Il s'agit de la première confrontation au meilleur des 7 matchs en séries entre les deux équipes qui se sont toutefois affrontées une fois lors du tournoi de classement des séries 2020 avec une victoire en prolongation pour Las Vegas. Lors de la saison régulière, les franchises se sont rencontrées huit fois pour un bilan de quatre victoires chacune.
| 30 mai | Colorado | 7-1 (2-0, 4-1, 1-0) | Las Vegas | Ball Arena 10 489 spectateurs |

| Feuille de match | Feuille de match | Feuille de match                | Feuille de match                                  | Feuille de match                                                         |
| ---------------- | --- | ------------------------------- | ------------------------------------------------- | ------------------------------------------------------------------------ |
|                  | Rantanen (Toews, Makar) — 4 min 55 s Landeskog (Makar, Girard) — 10 min 13 s Saad (Nitchouchkine, Makar) — 21 min 4 s MacKinnon (Graves) — 24 min 3 s Landeskog (Rantanen, MacKinnon) — 34 min 23 s (SN) MacKinnon (Donskoi, Landeskog) — 37 min 5 s Makar (Jost, Burakovsky) — 55 min 49 s (SN) | 1-0 2-0 3-0 4-0 5-0 5-1 6-1 7-1 | Karlsson (Pacioretty, Marchessault) — 34 min 59 s | Arbitrage : Brian Pochmara, Kelly Sutherland Ryan Gibbons, Mark Shewchyk |
| Grubauer         | Gardiens | Lehner                          |                                                   | Arbitrage : Brian Pochmara, Kelly Sutherland Ryan Gibbons, Mark Shewchyk |
| 30 min           | Pénalités | 44 min                          |                                                   | Arbitrage : Brian Pochmara, Kelly Sutherland Ryan Gibbons, Mark Shewchyk |
| 37               | Tirs | 25                              |                                                   | Arbitrage : Brian Pochmara, Kelly Sutherland Ryan Gibbons, Mark Shewchyk |

| 2 juin | Colorado | 3-2 (pr) (2-1, 0-1, 0-0, 1-0) | Las Vegas | Ball Arena 10 491 spectateurs |

| Feuille de match | Feuille de match | Feuille de match    | Feuille de match                                                                               | Feuille de match                                               |
| ---------------- | --- | ------------------- | ---------------------------------------------------------------------------------------------- | -------------------------------------------------------------- |
|                  | Saad (Girard, Graves) — 3 min 39 s Jost (Girard, Toews) — 17 min 8 s (SN) Rantanen (MacKinnon, Makar) — 62 min 7 s (SN) | 1-0 1-1 2-1 2-2 3-2 | Martinez (Pacioretty, Theodore) — 9 min 32 s (SN) Smith (Marchessault, Theodore) — 30 min 28 s | Arbitrage : Jean Hebert, Chris Lee Devin Berg, David Brisebois |
| Grubauer         | Gardiens | Fleury              |                                                                                                | Arbitrage : Jean Hebert, Chris Lee Devin Berg, David Brisebois |
| 6 min            | Pénalités | 12 min              |                                                                                                | Arbitrage : Jean Hebert, Chris Lee Devin Berg, David Brisebois |
| 25               | Tirs | 41                  |                                                                                                | Arbitrage : Jean Hebert, Chris Lee Devin Berg, David Brisebois |

| 4 juin | Las Vegas | 3-2 (0-0, 1-1, 2-1) | Colorado | T-Mobile Arena 17 504 spectateurs |

| Feuille de match | Feuille de match | Feuille de match    | Feuille de match                                                                           | Feuille de match                                                         |
| ---------------- | --- | ------------------- | ------------------------------------------------------------------------------------------ | ------------------------------------------------------------------------ |
|                  | Karlsson (Pietrangelo, Martinez) — 24 min 38 s Marchessault (Smith, Hague) — 54 min 42 s Pacioretty (Holden, Stone) — 55 min 27 s | 1-0 1-1 1-2 2-2 3-2 | Söderberg (Bellemare, Sherwood) — 26 min 7 s Rantanen (Makar, Landeskog) — 45 min 4 s (SN) | Arbitrage : Francois StLaurent, Wes McCauley Devin Berg, David Brisebois |
| Fleury           | Gardiens | Grubauer            |                                                                                            | Arbitrage : Francois StLaurent, Wes McCauley Devin Berg, David Brisebois |
| 4 min            | Pénalités | 4 min               |                                                                                            | Arbitrage : Francois StLaurent, Wes McCauley Devin Berg, David Brisebois |
| 43               | Tirs | 20                  |                                                                                            | Arbitrage : Francois StLaurent, Wes McCauley Devin Berg, David Brisebois |

| 6 juin | Las Vegas | 5-1 (1-1, 2-0, 2-0) | Colorado | T-Mobile Arena 18 081 spectateurs |

| Feuille de match | Feuille de match | Feuille de match        | Feuille de match                        | Feuille de match                                                   |
| ---------------- | --- | ----------------------- | --------------------------------------- | ------------------------------------------------------------------ |
|                  | Marchessault (Karlsson) — 7 min 7 s Pacioretty (Stone, Whitecloud) — 21 min 11 s Marchessault (Pietrangelo, Karlsson) — 31 min 28 s (SN) Marchessault (Smith, Karlsson) — 46 min 1 s Brown (Reaves, Carrier) — 53 min 13 s | 0-1 1-1 2-1 3-1 4-1 5-1 | Saad (Compher, Burakovsky) — 1 min 50 s | Arbitrage : Dan O'Rourke, Gord Dwyer Matt MacPherson, Jonny Murray |
| Fleury           | Gardiens | Grubauer                |                                         | Arbitrage : Dan O'Rourke, Gord Dwyer Matt MacPherson, Jonny Murray |
| 6 min            | Pénalités | 10 min                  |                                         | Arbitrage : Dan O'Rourke, Gord Dwyer Matt MacPherson, Jonny Murray |
| 35               | Tirs | 18                      |                                         | Arbitrage : Dan O'Rourke, Gord Dwyer Matt MacPherson, Jonny Murray |

| 8 juin | Colorado | 2-3 (pr) (1-0, 1-0, 0-2, 0-1) | Las Vegas | Ball Arena 10 495 spectateurs |

| Feuille de match | Feuille de match                                                             | Feuille de match    | Feuille de match | Feuille de match                                                             |
| ---------------- | ---------------------------------------------------------------------------- | ------------------- | --- | ---------------------------------------------------------------------------- |
|                  | Saad (Toews, Rantanen) — 19 min 58 s Donskoi (Newhook, Nemeth) — 36 min 28 s | 1-0 2-0 2-1 2-2 2-3 | Tuch (Roy, Janmark) — 41 min 3 s Marchessault (Karlsson) — 44 min 7 s Stone (Pacioretty, Pietrangelo) — 60 min 50 s | Arbitrage : Kelly Sutherland, Brian Pochmara Michel Cormier, Matt MacPherson |
| Grubauer         | Gardiens                                                                     | Fleury              | | Arbitrage : Kelly Sutherland, Brian Pochmara Michel Cormier, Matt MacPherson |
| 2 min            | Pénalités                                                                    | 2 min               | | Arbitrage : Kelly Sutherland, Brian Pochmara Michel Cormier, Matt MacPherson |
| 30               | Tirs                                                                         | 25                  | | Arbitrage : Kelly Sutherland, Brian Pochmara Michel Cormier, Matt MacPherson |

| 10 juin | Las Vegas | 6-3 (2-1, 2-2, 2-0) | Colorado | T-Mobile Arena 18 149 spectateurs |

| Feuille de match | Feuille de match | Feuille de match                    | Feuille de match | Feuille de match                                                             |
| ---------------- | --- | ----------------------------------- | --- | ---------------------------------------------------------------------------- |
|                  | Holden (Smith, Roy) — 1 min 15 s Karlsson (Martinez) — 15 min 6 s Kolesar (Pietrangelo, Theodore) — 34 min 27 s Pietrangelo (Tuch, Pacioretty) — 39 min 42 s Carrier (Theodore, McNabb) — 51 min 46 s Pacioretty — 56 min 50 s (CV) | 0-1 1-1 2-1 2-2 3-2 3-3 4-3 5-3 6-3 | Toews (MacKinnon, Saad) — 23 s Rantanen (MacKinnon, Landeskog) — 23 min 47 s (SN) Burakovsky (Bellemare, Makar) — 36 min 52 s | Arbitrage : Francis Charron, Francois StLaurent Michel Cormier, Ryan Gibbons |
| Fleury           | Gardiens | Grubauer                            | | Arbitrage : Francis Charron, Francois StLaurent Michel Cormier, Ryan Gibbons |
| 2 min            | Pénalités | 2 min                               | | Arbitrage : Francis Charron, Francois StLaurent Michel Cormier, Ryan Gibbons |
| 23               | Tirs | 33                                  | | Arbitrage : Francis Charron, Francois StLaurent Michel Cormier, Ryan Gibbons |

- Cet article est partiellement ou en totalité issu de l'article intitulé « Séries éliminatoires de la Coupe Stanley 2021 » (voir la liste des auteurs).

### Statistiques des joueurs
| No | Nationalité | Joueur           | PJ | V | D | Min | BC | BL | Moy  | %Arr | A | Pun |
| -- | ----------- | ---------------- | -- | - | - | --- | -- | -- | ---- | ---- | - | --- |
| 31 | Allemagne   | Philipp Grubauer | 10 | 6 | 4 | 598 | 26 | 0  | 2,61 | 91,4 | 1 | 0   |

| No | Nationalité | Joueur        | PJ | B | A | Pts | Pun |
| -- | ----------- | ------------- | -- | - | - | --- | --- |
| 7  | Canada      | Devon Toews   | 10 | 1 | 5 | 6   | 2   |
| 8  | Canada      | Cale Makar    | 10 | 2 | 8 | 10  | 2   |
| 22 | Canada      | Conor Timmins | 10 | 0 | 0 | 0   | 0   |
| 24 | Suède       | Patrik Nemeth | 10 | 0 | 1 | 1   | 6   |
| 27 | Canada      | Ryan Graves   | 10 | 1 | 5 | 6   | 10  |
| 49 | Canada      | Samuel Girard | 10 | 0 | 5 | 5   | 2   |

| No | Nationalité | Joueur                   | Poste | PJ | B | A | Pts | Pun |
| -- | ----------- | ------------------------ | ----- | -- | - | - | --- | --- |
| 13 | Russie      | Valeri Nitchouchkine     | AD    | 10 | 1 | 2 | 3   | 10  |
| 17 | Canada      | Tyson Jost               | C     | 10 | 2 | 2 | 4   | 4   |
| 18 | Canada      | Alex Newhook             | C     | 8  | 1 | 1 | 2   | 2   |
| 20 | États-Unis  | Brandon Saad             | AG    | 10 | 7 | 1 | 8   | 12  |
| 25 | Canada      | Logan O'Connor           | AD    | 2  | 0 | 0 | 0   | 0   |
| 29 | Canada      | Nathan MacKinnon         | C     | 10 | 8 | 7 | 15  | 2   |
| 34 | Suède       | Carl Söderberg           | C     | 4  | 1 | 1 | 2   | 2   |
| 37 | États-Unis  | Joseph Taylor Compher    | C     | 10 | 1 | 1 | 2   | 4   |
| 41 | France      | Pierre-Édouard Bellemare | C     | 10 | 0 | 3 | 3   | 0   |
| 44 | États-Unis  | Kiefer Sherwood          | AG    | 2  | 0 | 1 | 1   | 0   |
| 72 | Finlande    | Joonas Donskoi           | AD    | 10 | 3 | 2 | 5   | 0   |
| 75 | Finlande    | Sampo Ranta              | AD    | 2  | 0 | 0 | 0   | 0   |
| 91 | Canada      | Nazem Kadri              | C     | 2  | 0 | 1 | 1   | 10  |
| 92 | Suède       | Gabriel Landeskog        | AG    | 10 | 4 | 9 | 13  | 9   |
| 95 | Suède       | André Burakovsky         | AG    | 10 | 1 | 3 | 4   | 4   |
| 96 | Finlande    | Mikko Rantanen           | AD    | 10 | 5 | 8 | 13  | 4   |